# Jens-Peter Schwieger

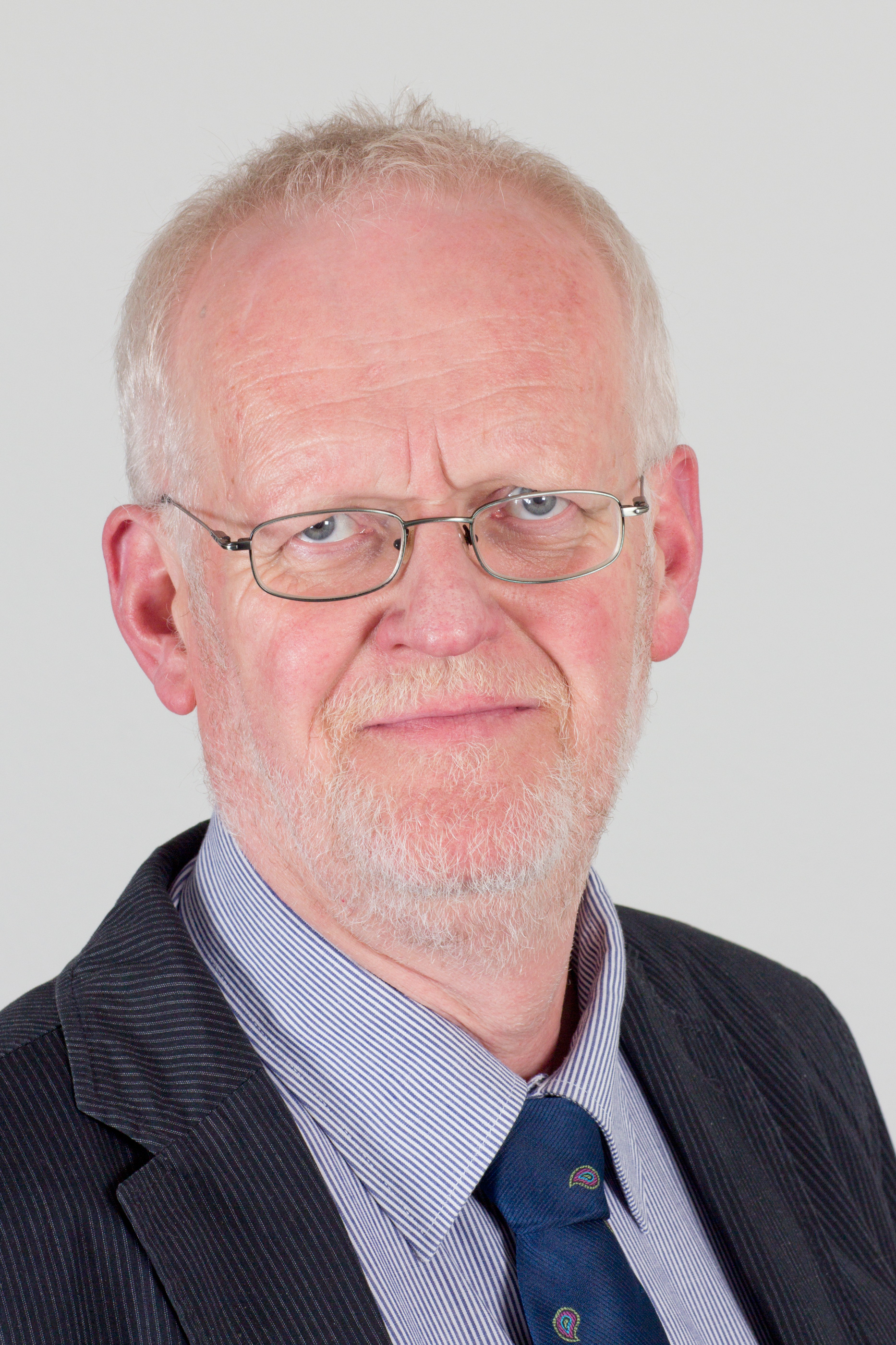
Jens-Peter Schwieger

Jens-Peter Schwieger (* 18. Dezember 1949 in Ohrsee/Gokels) ist ein deutscher Gewerbelehrer, Politiker (SPD) und war von 2011 bis 2020 Mitglied der Hamburgischen Bürgerschaft.

## Leben
Schwieger besuchte von 1956 bis 1960 die Klaus-Groth-Schule in Büdelsdorf und von 1960 bis 1969 die Herderschule in Rendsburg, wo er das Abitur erlangte. Nach einem Maschinenbau-Praktikum absolvierte er von 1971 bis 1975 ein Studium auf Gewerbelehramt an der Universität Hamburg. Von 1977 an war er als Lehrer an der Staatlichen Gewerbeschule Werft und Hafen in Hamburg tätig, seit 2015 ist Jens-Peter Schwieger pensioniert. Zudem war er bis Juni 2024 viele Jahre Mitglied im Aufsichtsrat der HANSA Baugenossenschaft e. G.
Schwieger ist verheiratet und hat zwei Kinder aus erster Ehe. 
Er wohnt in Hamburg-Bramfeld und hat die Geschichte der SPD im Bramfeld der Jahre 1920 bis 1926 erforscht.

## Politik
Schwieger gehört der SPD seit 1972 an. Er war von 1991 bis 2001 Mitglied in der Bezirksversammlung Wandsbek. Von 1992 bis 1998 und von 2006 bis 2016 war er Vorsitzender des Distriktes (Ortsverens) Bramfeld-Süd (heute Bramfeld). Von 2008 bis 2011 Deputierter der Behörde für Soziales, Familie, Gesundheit und Verbraucherschutz. Bei den Bürgerschaftswahlen 2011 und 2015 wurde er im Wahlkreis Bramfeld – Farmsen-Berne gewählt. Er war Mitglied im Ausschuss für Soziales, Arbeit und Integration, Im Europa-Ausschuss, im Parlamentarischen Untersuchungsausschuss "Elbphilharmonie" und im Schulausschuss der Bürgerschaft. 2020 trat er nicht mehr an.
2020 wurde ihm die Willy-Brandt-Medaille verliehen.